# 李東俊
李 東俊（イ・ドンジュン ハングル: 이동준,  1997年2月1日 - ）は、韓国・釜山広域市出身のサッカー選手。Kリーグ1・全北現代モータース所属。ポジションはMF。

## クラブ経歴
2017年2月に釜山アイパークと契約。3月25日のKリーグ2 (2部リーグ)の富川FC 1995戦でプロデビュー。11月18日の忠南牙山FC戦でプロ初ゴールをはじめ2ゴールを記録。翌2018年シーズンに頭角を表し、2019年シーズンは2部リーグながら初の二桁ゴールとなる13ゴールを決め、チームのKリーグ1昇格に貢献。2部リーグMVPとベストイレブンにも選出された。2020年シーズンは初の1部リーグで5ゴールを決めるも、チームは最下位を終わり、同シーズン終了後に蔚山現代FCに移籍。2021年シーズンは11ゴールを決め、1部リーグのベストイレブンに選出。同シーズン終了後には国外リーグ進出の噂が浮上し、2022年1月にはヘルタ・ベルリンへの移籍が迫っていると報じられた。そして同月30日にヘルタ・ベルリンと2025年6月までの契約を締結したことが発表された。
2022年12月22日、全北現代モータースへの完全移籍が発表された。

## 代表経歴
2015年からユース世代の韓国代表に招集され、2020年にはAFC U23アジアカップで優勝し、2021年に開催された2020年東京オリンピックにも出場。2021年3月にフル代表初招集。25日の日韓戦戦で先発で起用され代表初出場。しかし、吉田麻也や冨安健洋とのマッチアップに苦戦を強いられ、試合も0-3で敗れた。

## 人物
- 前述の2021年3月の日韓戦で代表デビューを果たした李だったが、後半23分の場面で冨安健洋と接触した際、李の手が冨安の顔面に直撃し流血するというアクシデントが発生。案の定李のプレーに非難が相次いだものの、冨安は「良くあること」と振り返った[5][6][7]。